# Манигетти, Джанпаоло
Джанпаоло Манигетти (итал. Gian Paolo Manighetti; родился 24 января 1969 года, Филаго, Италия) — итальянский футболист, выступающий на позиции полузащитника.

## Карьера
Джанпаоло играл в качестве флангового защитника, как справа, так и слева; однако, в юности он был выполнял роль центрального защитника, роль, которую он выполнял в свои первые сезоны в «Пьяченцы». При необходимости он также играл на позиции либеро.
Выпускник академии «Пьяченцы», он попал в первую команду в сезоне 1985/1986, но в лиге он в том сезоне так и не появился, выйдя на поле лишь в финале кубка Англо-Итальяна против «Понтедеры». В следующем сезоне он дебютировал в лиге, и тренер Баттиста Рота предоставлял ему все больше и больше места, выпустив его в 16 матчах Серии B 1987/1988. Начиная со следующего чемпионата он становится частью полузащиты «Пьяченцы». На этой позиции он играл под руководством Энрико Катуцци, Аттилио Перотти, Джорджо Руминьяни и Луиджи Каньи. Вместе с «Пьяченцей» он вылетел в Серию C1 в сезоне 1988/1989, а через два получил добился повышения до Серии B.